# Đàn Hòa Chi
Đàn Hòa Chi (chữ Hán: 檀和之, ? – 456), người Kim Hương, Cao Bình, là tướng lĩnh nhà Lưu Tống trong lịch sử Trung Quốc. Ông từng cai quản Giao Châu (Bắc Bộ và Bắc Trung Bộ Việt Nam hiện nay), có công đánh bại quân Lâm Ấp láng giềng (nay là Nam Trung Bộ Việt Nam).

## Cuộc đời và sự nghiệp
Hòa Chi là con trai của tướng lãnh nhà Đông Tấn là Đàn Bằng Chi; ông không phải là con thừa tự của cha mình.
Năm Nguyên Gia thứ 23 (446), Lưu Tống Văn đế lấy Hòa Chi làm Long tương tướng quân, Giao Châu thứ sử chinh phạt nước Lâm Ấp. Hòa Chi sai Phủ tư mã Tiêu Cảnh Hiến làm tiền phong, lấy Thái úy phủ Chấn vũ tướng quân Tông Khác lãnh chức quân phó cho Cảnh Hiến. Lâm Ấp vương Phạm Dương Mại nghe tin có quân đến đánh, sai sứ dâng biểu, xin trả dân chúng Nhật Nam đã bắt đi, dâng hiến trân bảo trong nước. Văn đế ban chiếu cho Hòa Chi: "Nếu Dương Mại thật lòng nạp khoản, thì cho hắn quy thuận."
Tháng 2 ÂL, quân Tống đến Chu Ngô thú, Hòa Chi sai Phủ hộ tào tham quân, Nhật Nam thái thú Khương Trọng Cơ, Tiền bộ tặc tào tham quân Kiểu Hoằng Dân đi theo bọn Tất Nguyện, Cao Tinh Nô tuyên bố chiếu chỉ, Dương Mại bắt bọn Trọng Cơ, Tinh Nô 28 người, sai Hoằng Dân quay về gởi lời xin hàng, nhưng lại tổ chức phòng bị nghiêm mật hơn. Bọn Cảnh Hiến bèn tiến quân nhắm đến Khu Túc thành, Dương Mại sai đại tướng Phạm Phù Long Đại giữ Khu Túc, lại điều quân thủy bộ quân đi tắt đến. Cảnh Hiến phá tan ngoại viện, rồi đánh thành; tháng 5 ÂL, phá được, chém đầu Phạm Phù Long Đại, bắt được tài bảo không đếm xuể. Quân Tống thừa thắng chiếm thành Lâm Ấp, cha con Dương Mại bỏ trốn. Hòa Chi nhờ công được nhận chức Hoàng môn thị lang, lãnh Việt kị hiệu úy, Hành Kiến vũ tướng quân.
Tháng 10 ÂL năm thứ 24 (447), Hòa Chi rời chức Giao Châu thứ sử quay về, đi qua Dự Chương, gặp lúc dân Dự Chương là Hồ Đản Thế nổi dậy chống nhà Tống, bèn đánh dẹp, bắt chém Đản Thế. Triều đình luận công đánh Lâm Ấp, ông được phong Vân Đỗ huyện tử, thực ấp 400 hộ.
Năm Nguyên Gia thứ 27 (450), Hòa Chi được thăng từ Thái tử tả vệ soái lên làm Trấn quân tư mã cho Vũ Lăng vương Lưu Tuấn, Phụ quốc tướng quân, Bành Thành thái thú. Nguyên Hung giết Văn đế cướp ngôi, lấy Hòa Chi làm Tây trung lang tướng, Ung Châu thứ sử. Vũ Lăng vương Lưu Tuấn khởi binh, Hòa Chi được Nguyên Hung gia chức Phụ quốc tướng quân, coi việc Dự Châu thú. Sau khi Nguyên Hung thua trận ở Tân Đình, Hòa Chi bỏ chạy sang với nghĩa quân. Lưu Tuấn lên ngôi, là Hiếu Vũ đế, lấy Hòa Chi làm Hữu vệ tướng quân. Năm Hiếu Kiến thứ 2 (455), được ban chức Phụ quốc tướng quân, Dự Châu thứ sử, chưa nhận chức, lại được làm Hữu vệ, gia Tán kỵ thường thị. Năm thứ 3 (456), được ra làm Nam Duyện Châu thứ sử, bị kết tội say sưa, tham ô, đưa nữ phạm nhân về nhà, nên bị miễn quan giam giữ. Ông mất trong năm ấy, được truy tặng Tả tướng quân, thụy là Tương tử.